# Tyrod Taylor
Tyrod Di'allo Taylor (Hampton, Virginia, Estados Unidos, 3 de agosto de 1989) es un jugador profesional de fútbol americano de la National Football League que juega en el equipo New York Giants, en la posición de Quarterback con el número 5.

## Carrera deportiva
Tyrod Taylor proviene de la Instituto Politécnico y Universidad Estatal de Virginia y fue elegido en el Draft de la NFL de 2011, en la ronda número 6 con el puesto número 180 por el equipo Baltimore Ravens.
Antes de unirse con los Chargers de Los Angeles, ha jugado en los equipos Baltimore Ravens, Buffalo Bills y Cleveland Browns. Con los Ravens, Taylor fue el quarterback sustituto para Joe Flacco, quien llevó al equipo a una victoria en el Super Bowl en 2012. Después de cuatro temporadas con Baltimore, Taylor firmó con los Bills, convirtiéndose en el quarterback principal para el equipo para tres temporadas. Rompió varios récords de correr y pasar con los Bills y fue seleccionado a un Pro Bowl en 2015. En 2017, Taylor llevó a los Bills a sus primera aparición en los playoffs desde 1999. Sin embargo, los Bills traspasaron Taylor a los Browns antes de 2018. Pasó una temporada con los Browns, jugando tres partidos antes de ser suplantado por Baker Mayfield. La temporada siguiente, firmó con los Chargers. Fue el quarterback sustituto para Philip Rivers para su primera temporada con Los Angeles. En 2020, jugando el primer partido antes de ser suplantado por Justin Herbert debido a un extraño accidente.

## Estadísticas generales
| Equipo | Temporada | Yardas pasando | Touchdowns | Intercepciones | Pases completados | Ratio | Yardas Corriendo | Touchdowns Corriendo |
| BUF    | 2015      | 3035           | 20         | 6              | 242/380 (63.7%)   | 99.4  | 568              | 4                    |
| BUF    | 2016      | 3023           | 17         | 6              | 269/436 (61.4%)   | 89.7  | 580              | 6                    |
| BUF    | 2017      | 2799           | 14         | 4              | 263/420 (62.6%)   | 89.2  | 427              | 4                    |
| CLE    | 2018      | 473            | 2          | 2              | 42/85 (49.4%)     | 64.5  | 125              | 1                    |